# Недялка Керанова
Недялка Керанова е известна българска народна певица от Тракийската фолклорна област. Считана за една от най-големите народни певици.

## Биография
Недялка Керанова е родена на 24 април 1941 г. в село Татарево, Хасковско. Произхожда от бедно семейство, чийто основен поминък е земеделието. Баща ѝ Тодор Керанов е известен сватбарски музикант, цигулар в оркестъра на Рамадан Лолов. Като момиче Недялка впечатлява със своята самобитна дарба с плътен, дълбок и овладян глас. Песните си учи от татаревските жени и от професионални музиканти като Рамадан Лолов. На 13 години получава първото си отличие и заедно с Магда Пушкарова, Борис Карлов и други музиканти пътува из България, пее по сватби и тържества. През 1956 г. е приета за солистка в Пловдивския окръжен ансамбъл. През 1960 г. Филип Кутев я кани в Държавния ансамбъл в София, понастоящем „Филип Кутев“, където Недялка работи в продължение на осем години. Този свой период в Ансамбъла певицата определя като „най-фаталната грешка“ в живота си. След напускането на състава пресата излиза със заглавие „Птичка в клетка не стои“.
През 1968 г. напуска Държавния ансамбъл и се връща в Пловдив, където се чувства най-добре. Пее с почти всички инструментални групи в Тракия. Певицата се отдава изцяло на участия с тракийски оркестри, основно в Пловдивския край. Развива звукозаписна дейност в Радио „София“ и „Балкантон“, записва с оркестрите на Коста Колев, Петко Радев, Емил Колев, с Леновската и Садовската група, съпровождат ѝ музиканти като Атанас Вълчев, Хари Асенов, Тодор Пращаков, пее с оркестър „Канарите“ и Конушенския оркестър. Има издадени три дългосвирещи плочи с милионен тираж. Наричана е „най-мъжката певица“, „българската Ела Фицджералд“, „царицата на сватбарската песен“, „черната перла на Тракия“. Недялка се възхищава на жените, които пеят мъжки. Певицата казва, че песента трябва да се изработи, тя зрее. Сред нейните думи са: „Един народен певец не може да се научи да пее, той се ражда певец“. Печелила е златни медали от музикални фестивали в Румъния, Австрия, Югославия, България. Награждавана е със златни медали от фестивали в чужбина, от надсвирванията в Дълбок извор и в Стамболово. Тя е сред най-уважаваните гости на семейни празници, селищни събори и концертни участия. Посрещана много радушно и аплодирана от хиляди почитатели в страната, присъствието ѝ се превръща в истински празник, а за хората в Пловдивско, Първомайско, Чирпанско, Карловско, Сливенско и други региони на Тракия, Керанова е най-желаният и обичан изпълнител. Пее с часове по сватби и панаири, в препълнени зали и стадиони, където ценители на народната музика документират певческите ѝ изяви и срещите с нея.
Последните години на Недялка Керанова са самотни и тъжни. Певицата се чувства тъжна, неоценена, забравена и съжалява, че е станала певица.
Умира от рак на 22 юни 1996 г. в Пловдив на 55 години.
Недялка Керанова има две дъщери Надежда и Антония. От Антония има двама внука, Недялко и Иван.

## Дискография
| Година | Албум                                                           | Вид | Издател        | Каталожен номер |
| ------ | --------------------------------------------------------------- | --- | -------------- | --------------- |
| 1970   | „Недялка Керанова с орк., рък. К. Колев“                        | SP  | Балкантон      | ВНК 2767        |
| 1972   | „Йовчо Караиванов“/ „Недялка Керанова“                          | SP  | Балкантон      | ВНК 2926        |
| 1972   | „Изпълнения на Недялка Керанова“                                | EP  | Балкантон      | ВНМ 6293        |
| 1972   | „Тракийски народни песни изпълнява Недялка Керанова“            | EP  | Балкантон      | ВНМ 6583        |
| 1974   | „Недялка Керанова“                                              | LP  | Балкантон      | ВНА 1682        |
| 1982   | „Недялка Керанова“                                              | LP  | Балкантон      | ВНА 10820       |
| 1984   | „Недялка Керанова“                                              | LP  | Балкантон      | ВНА 11299       |
| 1985   | „Недялка Керанова“                                              | MC  | Балкантон      | ВНМС 7132       |
| 1995   | „Вечните хитове“                                                | MC  | Пайнер         |                 |
| 2005   | „Майстори на българския фолклор. С песните на Недялка Керанова“ | CD  | Милена рекърдс | MR 200514-2     |

## Известни песни от репертоара
„Караджа дума Русанки“
 „Пиян бях“
 „Бях пил вино“
 „Аз не съм дошъл, Калино“
 „Бери ми, мамо, грехове“
 „Мама е Радка годила“
 „Мама на Георги думаше“
 „Димитър мама думаше“
 „Драгано моме“
 „Караджа из гора вървеше“
 „Като седиш, Кино, Кинче“
 „Малъмка крави доеше“
 „Марко Дафинка продума“
 „Стано, бяла Стано“
 „Стар свекър Янки думаше“
 „Стоян на мама думаше“
 „Хранила мама, гледала“
 „Дена из пътя вървеше“
 „Мама Радойчо гълчеше“
 „Заради тебе, Гроздано“
 „Станка на мама думаше“
 „Русан на Руска продума“

## Памет
От 2015 г. в курорт Минерални бани се провежда националният конкурс „С песните на Недялка Керанова“, като отличените се награждават. 